# Regia Autonomă de Transporturi Pariziene
RATP (Régie Autonome des Transports Parisiens) este compania de transport public din Paris și împrejurimi. Ea exploatează cele șaisprezece linii de metrou din Paris, 8 linii de tramvai din Île-de-France (T1, T2, T3a, T3b, T5, T6, T7 și T8, linia T4 aparținând SNCF), o parte de liniile de autobuz din Île-de-France și o parte din trenurile de pe liniile RER A și B. În întreaga regiune, compania a transportat în 2010 trei miliarde de călători pe an.